# Winterschläfer
Winterschläfer ist ein deutsches Filmdrama von Tom Tykwer aus dem Jahr 1997.

## Handlung
Ein tiefverschneiter Winterurlaubsort in der Nähe von Berchtesgaden in den Bergen, kurz nach Weihnachten: Fünf Menschen kommen nach den Weihnachtsfeiertagen wieder in den Ort zurück. Die Krankenschwester Laura und die Übersetzerin Rebecca leben zusammen in dem Haus, das Laura von ihrer Großtante geerbt hat. Das Haus ist recht groß und vollgestopft mit allerlei Möbeln und Lampen, es wirkt sehr gemütlich. 
René arbeitet als Filmvorführer und hat Probleme mit seinem Kurzzeitgedächtnis. Marco ist der Freund von Rebecca, er ist Skilehrer und fährt einen schicken Alfa Romeo. Theo ist Bauer und lebt zusammen mit Frau, Tochter und zwei Söhnen auf einem heruntergekommenen Hof.
Marco fährt morgens zu Rebecca, die ihn mit einem Kuss begrüßt und mit ihm ins Haus geht. Seinen Wagen lässt er offen vor der Haustür stehen, der Schlüssel steckt. Etwas später kommt René vorbei. Er ist betrunken und macht aus zunächst ungeklärten Gründen Fotos von dem Paar beim Sex durchs Fenster, dann vom Wagen, schließlich steigt er in diesen ein und fährt los.
Als Theo morgens ein krankes Pferd zum Tierarzt fährt, verursacht er einen Unfall, bei dem der ihm entgegenkommende Alfa mit René am Steuer in einer Schneewehe neben der Straße verschwindet und sein eigenes Gespann zerstört wird. René geht unverletzt davon, der Unfall bleibt unbemerkt. Später wird der eingeklemmte Theo von einem Passanten aus dem Wagen gezogen. Er will das verletzte Pferd erschießen. Dabei stellt sich heraus, dass seine zehnjährige Tochter heimlich im Pferdeanhänger mitgefahren ist. Sie ist unterkühlt und schwer verletzt, wird im örtlichen Krankenhaus notoperiert und fällt ins Koma.
Laura erlebt als Krankenschwester das Leiden des Vaters mit, der am Bett seiner Tochter wacht und alles daran setzt, den anderen Fahrer zu finden, den er persönlich für den Schuldigen hält. Nicht einmal die Polizei glaubt ihm, dass da noch ein zweiter Wagen war, denn der Alfa wurde unter der Schneewehe von niemandem bemerkt. Der Vater hat nur eine vage Erinnerung an eine Form, die er nach dem Unfall am Körper des unfallflüchtigen Mannes wahrgenommen hat, eine schlangenförmige Narbe am Hinterkopf.
Rebecca ist in ihrer stürmischen Beziehung zu Marco hin- und hergerissen. Sie ist zwar verliebt in ihn, doch er erweist sich immer wieder als eifersüchtiger, rücksichtsloser Egoist, der zudem hinter ihrem Rücken noch andere Affären unterhält. Seinen Wagen hat er bei der Polizei als gestohlen gemeldet.
Laura und René lernen sich nach einer Theateraufführung kennen, in der sie mehr schlecht als recht mitspielt. Später an dem Abend bricht sie erschöpft zusammen, er fährt sie nach Hause und schenkt ihr Freikarten für das Kino, in dem er arbeitet. Sie verlieben sich ineinander, und er erklärt ihr, warum er von allem, was ihm begegnet, Fotos macht: Seit einem Unfall beim Bund, der die Narbe hinterlassen hat, ist sein Kurzzeitgedächtnis gestört. Er kann sich an Ereignisse, die nur wenige Tage zurückliegen, oft nicht mehr erinnern. Seine Fotos helfen ihm, sich zu erinnern, was jedoch nicht immer funktioniert. Auch an den Unfall mit Theo erinnert er sich offenbar nur bruchstückhaft.
Theo und seine Frau müssen den Hof wegen Schulden aufgeben. Theo zeichnet aus seiner wiederkehrenden Erinnerung die Form der Narbe auf, die er gesehen hat, vervielfältigt die Zeichnung und hängt sie im Ort aus mit der Bitte, sich zu melden, wenn jemandem die Form bekannt vorkommt. Seine Frau nimmt die Blätter wieder ab, davon überzeugt, er wolle nur vor seiner eigenen Schuld am Unfall davonlaufen.
Nachdem Marco, ziemlich gegen den Willen aller anderen, in Lauras Haus zu Rebecca gezogen ist, findet René dort die Diebstahlsanzeige des Alfa Romeo. Zusammen mit den Fotos, die er in der Nacht von dem Wagen gemacht hat, setzt sich seine Erinnerung an den Unfall wieder teilweise zusammen.
Marco lädt Nina, eine seiner jungen Schülerinnen in der Skischule, eines Abends für ein Techtelmechtel in das luxuriöse Haus seines Chefs ein und behauptet zunächst, es sei seines. Er verbrüht sich an der Kaffeemaschine und lässt sich im Krankenhaus von Laura verarzten. Zur gleichen Zeit stirbt dort Theos Tochter.
Als Theo den Unfallort nochmals besichtigt, findet er den Wagen im Schnee und darin Marcos Papiere und Visitenkarten als Skilehrer, und fährt ihm ins Skigebiet nach. Dort unternimmt Marco eine Tour zu zweit mit Nina. Als die beiden sich im Nebel verlieren, stürzt Nina einen Steilhang hinunter, wird jedoch von Bäumen aufgefangen. Nur leicht verletzt humpelt sie zum nächsten Haus und wird dort von Theos Frau erstversorgt. Theo trifft in den Bergen auf Marco und vermutet hinter dessen Verband (der Brandwunde) die verräterische Narbe. Er hetzt seinen Hund auf Marco, dem es gelingt, den Hund mit einem Stein zu erschlagen und davonzulaufen. Kurz darauf fährt Marco mit seinen Skiern bergab und scheint erneut in einen Nebel zu geraten, fährt über eine Bergkante und fällt – in Zeitlupe dargestellt – sehr tief hinunter ins Tal. Er landet in einer tiefen Gletscherspalte.
In einem Epilog fahren Rebecca und Nina zusammen im Zug vom Ort fort, ohne einander bislang zu kennen oder zu wissen, dass sie beide gleichzeitig mit Marco zusammen waren. Der Film endet mit der Geburt des Kindes von René und Laura, die ein glückliches Paar geworden sind.

## Hintergrund
Winterschläfer ist nach Die tödliche Maria der zweite lange Spielfilm von Tom Tykwer. Die Kameraarbeit von Frank Griebe, dem Stamm-Kameramann Tykwers, ist optisch anspruchsvoll, der Schnitt von Katja Dringenberg arbeitet mit vielen Überblendungen und ist relativ rasch für diesen bildlich eher ruhigen Film. Die Farbwahl, auch in den Requisiten des Films, ist ausgearbeitet und auf die Figuren abgestimmt. Der Film enthält zwei filmische Zitate. Als Theo mit dem Auto verunglückt, wird aus dem Schluss von Steven Spielbergs Duell zitiert. Marcos Sturz in die Tiefe erinnert an das Ende von Stanley Kubricks Dr. Seltsam, oder wie ich lernte, die Bombe zu lieben. Musikalisch untermalt wird der Sturz von Arvo Pärts Cantus in Memoriam Benjamin Britten. Der Großteil der Filmmusik stammt allerdings aus der Feder von Tom Tykwer, Reinhold Heil und Johnny Klimek, deren Zusammenarbeit mit der Produktion dieses Films begann und die sie in Tykwers folgenden Filmen fortführen, so etwa bei Lola rennt oder Das Parfum.
Entstanden ist er nach dem Roman Expense of Spirit von Anne-Françoise Pyszora. Die Originalgeschichte spielt allerdings im Sommer am Meer, und die Figur des Theo gab es dort nicht. Die zentrale Ausgangsposition mit zwei Paaren, die unterschiedlich miteinander umgehen und kommunizieren, deren Grundlage als Paar jeweils verschieden ist, stammt aber aus dem Buch. Tykwer fand es reizvoller, die Geschichte im Winter im Schnee spielen zu lassen, da er dort besser seine Vision des Verhältnisses der Figuren untereinander und zu sich verwirklichen konnte.
Der Film verweigert sich einfachen Gut-Böse-Zuweisungen. Der Mann, der aus Sicht des Bauern die Schuld am Unfall trägt, weiß nichts von seiner Schuld und kann sie daher auch nicht tragen. Derjenige, der am Ende tragisch zu Tode kommt, hat zwar Schuld auf sich geladen, aber nicht so eine schwere, dass sie sein Leben fordern muss. Im Grunde stehen die Rahmenhandlung des Unfalls und das Beziehungsballett der vier jungen Figuren auch gleichwertig nebeneinander. In Vorführungen des Filmes stellte Tykwer fest, dass verschiedene Zuschauer einen unterschiedlichen Zugang zu den Figuren des Filmes fanden, z. B. das ‚kommunikativere‘ Paar dem anderen vorzogen und auch nicht verstanden, dass anderen wiederum das ‚körperlichere‘ Paar näher war.

## Kritiken
- „Ein mit Widerhaken gespicktes Melodram: still, melancholisch und enorm intensiv erzählt.“ (TV Today 22/1997)
- „Ein irritierend schöner Film über den Tod und die Liebe: Tom Tykwer erzählt von fünf Menschen in einem verschneiten Bergkaff, deren Lebensläufe er schicksalhaft verknüpft.“ (Cinema 11/1997)
- „Tom Tykwer (‚Die tödliche Maria‘) hat einen Film über Landschaften und Gefühle gedreht, der mit allen Genres spielt: Thriller, Melodram und Liebesfilm.“ (Dirk Jasper FilmLexikon)

## Auszeichnungen
- Der Film wurde mit zwei Deutschen Filmpreisen (Kamera und Regie) ausgezeichnet und für drei weitere nominiert.
- Zusätzlich wurde er für den Goldenen Leoparden von Locarno nominiert.
- Er gewann sechs weitere Filmpreise und wurde für acht weitere nominiert.